# Antonio McDyess
Antonio McDyess (Quitman, Mississippi, SAD, 7. rujna 1974.) je američki košarkaš.
Studirao je na sveučilištu Alabami, za čiju je momčad igrao. Izabrali su ga Los Angeles Clippersi u 1. krugu na draftu 1995. kao 2. izbor po redu.

## Vanjske poveznice
- NBA.com